# 卡爾皮利夫卡 (羅基特涅區)
міні|Альфа і Омега
51°9′22″N 27°12′5″E / 51.15611°N 27.20139°E
卡爾皮利夫卡（烏克蘭語：Карпилівка）是位於烏克蘭西北部里夫內州裏薩爾內區的村莊，始建於1629年，面積147.31平方公里，海拔高度186米，2024年人口≈3,000。